# Lucky Luciano, le testament
 (septembre 2012).
Si vous disposez d'ouvrages ou d'articles de référence ou si vous connaissez des sites web de qualité traitant du thème abordé ici, merci de compléter l'article en donnant les références utiles à sa vérifiabilité et en les liant à la section « Notes et références ».
Lucky Luciano, le testament est une autobiographie de Lucky Luciano de 491 pages écrite avec Martin A. Gosch et Richard Hammer et publiée en 1974.
La version française a été publiée en 1975 aux Éditions Stock puis aux éditions France Loisirs avec l'autorisation de Stock. Le livre est réédité en septembre 2014 aux éditions "La Manufacture de Livres".